# (6457) Kremsmünster
(6457) Kremsmunster, désignation internationale (6457) Kremsmünster, est un astéroïde de la ceinture principale.

## Description
(6457) Kremsmunster est un astéroïde de la ceinture principale. Il fut découvert le 2 septembre 1992 à Tautenburg par Lutz Dieter Schmadel et Freimut Börngen. Il présente une orbite caractérisée par un demi-grand axe de 2,88 UA, une excentricité de 0,08 et une inclinaison de 2,9° par rapport à l'écliptique.

## Compléments